# 松下南美
松下 南美（まつした なみ、1979年3月16日 - ）は、フリーアナウンサー。現在はテレビ長崎の契約リポーター。鹿児島県出水市出身。

## 経歴・人物
帝京大学文学部英文学科を卒業した。2002年4月、新潟放送に入社し、アナウンサーとしての活動を始める。
2004年3月に新潟放送を退社し、フリーアナウンサーに転向した。三桂に所属し、経済番組のリポーターやお天気キャスターなどを担当した。2006年からはNHK BS1のサッカー番組『Jリーグタイム』のキャスターも務めた。
2008年9月末をもって三桂との契約を終了し、生島企画室（現在のFIRST AGENT）に移籍した。オフィシャルブログは所属事務所移籍時に新しいURLに移行している（新ブログの開設は移籍後しばらくしてからの2008年10月21日）。
2010年10月10日、同じ鹿児島県出身のサッカー選手である松下年宏と結婚したことを、同月14日に発表した。松下の希望もあり、同年いっぱいで生島企画室との契約を終了し、アナウンサーを一旦引退した。2014年に9月3日に第1子となる男児が、2016年12月7日に第2子となる男児が誕生している。
2023年7月3日、テレビ長崎の情報ワイド番組『マルっと!』のリニューアルにともない、松下南美名義で月曜から水曜の17時台MCに起用され、約13年振りにテレビ復帰した。

## 資格
- 日本野菜ソムリエ協会認定 ジュニア野菜ソムリエ
- 東京都サッカー協会認定 4級審判員
- 書道7段

## 主な出演番組

### テレビ
- 新潟放送
  - 「新潟発そこが知りたい」
  - 「ワンダフル新潟人!」（ナレーター&提供スポンサーNTTドコモのインフォマーシャル担当）ほか
- テレビ東京
  - 「NEWS MARKET 11」（木曜日「ヒット予報」担当）
  - 「ニュースモーニングサテライト」（お天気コーナー担当）
  - 「大人のためのネット株取引入門」（ミニ番組、「橋山南」（はしやまみなみ）の役名で登場）
- 日本テレビ「スッキリ!!」（スッキリ@ガーデンのコーナー担当、不定期）
- NHKBS1「Jリーグタイム」（2006年 - 2008年）
- BS朝日「峰竜太のナッ得!ニッポン」（2006年4月 - 2010年3月、2006年 - 2008年3月 金曜22:00 - 22:30→2008年4月 - 終了 月曜21:30 - 22:00、再放送日曜11:00 -  11:30）
- BS-TBS
  - 「教えて・からだのミカタ」（2009年4月18日 - 2010年12月）
  - 「ハナサカ」（2009年4月26日 - 2010年6月20日）
- 日テレG+「Do!カルチャー」（2010年5月17日 - 12月）
- テレビ長崎 「マルっと!」（2023年7月3日 - 現在、月 - 水曜17時台MC）

### ラジオ
- 新潟放送「ハロー!!ジャンボサタデー」
- 文化放送「吉田照美 ソコダイジナトコ」（アシスタント、2007年4月2日 - 2008年9月26日）
- 九州朝日放送「Dr.コパの黄金の扉」（アシスタント、2009年10月5日 - 2010年3月）